# Kechi, Kansas
Kechi, Kansas (енгл. Kechi) град је у америчкој савезној држави Канзас.

## Демографија
По попису из 2010. године број становника је 1.909, што је 871 (83,9%) становника више него 2000. године.
| Група             | 2000.       | 2010.         |
| Белци             | 898 (86,5%) | 1.646 (86,2%) |
| Афроамериканци    | 80 (7,7%)   | 105 (5,5%)    |
| Азијати           | 6 (0,6%)    | 38 (2,0%)     |
| Хиспаноамериканци | 22 (2,1%)   | 59 (3,1%)     |
| Укупно            | 1.038       | 1.909         |